# 볼보 B10M
볼보 B10M(영어: Volvo B10M)은 볼보버스에서 1978년부터 2003년까지 생산했던 대형 버스이다.

## 경쟁 차종
미쓰비시후소트럭 버스
- 미쓰비시후소 에어로 버스

현대자동차
- 현대 에어로 600
- 현대 에어로 이코노미